# HK Levski Sofia
HK Levski Sofia (Х.К. Левски-София) je hokejový klub ze Sofie, který hraje Bulharskou hokejovou ligu. Klub byl založen roku 1953, a od sezóny 1952/1953 hrál pravidelně Bulharskou hokejovou ligu. Jejich domovským stadionem je Palác zimních sportů (Winter Sports Palace) s kapacitou 4 600 diváků.

## Týmové úspěchy
Bulharská liga ledního hokeje 13x - 1976, 1977, 1978, 1979, 1980, 1981, 1982, 1989, 1990, 1992, 1995, 1999, 2003
Bulharský pohár 17x - 1968, 1974, 1977, 1979, 1980, 1982, 1984, 1985, 1988, 1989, 1990, 1991, 1995, 1996, 1999, 2000, 2005

## Historie
Klub byl založen v roce 1953 jako HK Dinamo Sofia. V roce 1957 se přejmenoval na HK Levski Sofia. V roce 1969 se klub sloučil se Spartakem Sofia a vytvořil Spartak-Levski Sofia. tým pak dominoval lednímu hokeji v Bulharsku a mezi lety 1976 až 1982 se stal sedmkrát za sebou bulharským mistrem. Následně získal ještě 6 titulů, ale poslední v roce 2003. V roce 2013 se tým z finančních důvodů nepřihlašuje do žádné soutěže, a chybí tak po 60 letech v Bulharské lize. V dalších letech se HK Levski Sofia objevuje střídavě v 1. a 2.lize. Od sezóny 2020/2021 hraje nejvyšší Bulharskou hokejovou ligu juniorský tým pod názvem SK Levski Sofia, a od sezóny 2022/2023 se opět připojuje i A tým HK Levski Sofia.

## Historické názvy
- 1953 - HK Dinamo Sofia
- 1957 - HK Levski Sofia
- 1969 - Spartak-Levski Sofia
- 1990 - HK Levski Sofia

## Statistiky

### Přehled ligové účasti

#### Stručný přehled
1953-2013 - Bulharská liga ledního hokeje (1. ligová úroveň v Bulharsku)
2018/2019 - BAHL (balkánská amatérská liga) skupina A (2. ligová úroveň v Bulharsku)
2014/2015 - Bulharská liga ledního hokeje (1. ligová úroveň v Bulharsku)
2016/2017 - Bulharská liga ledního hokeje (1. ligová úroveň v Bulharsku)
2020-2022 - BAHL (balkánská amatérská liga) skupina A (2. ligová úroveň v Bulharsku)
2022/???? - Bulharská liga ledního hokeje (1. ligová úroveň v Bulharsku)

## Účast v mezinárodních pohárech
HK Levski Sofia hrál v sedmi ročnících Evropského hokejového poháru, odehrál 18 zápasů z toho 2 vítězné a 1 nerozhodný. 
Ve 3 ročnících Kontinentálního poháru odehrál klub 9 zápasů z nichž 5 vyhrál, ale nikdy nepostoupil ze skupiny.